# Série de pièces commémoratives américaines des forces armées des États-Unis
La série de pièces commémoratives américaines des forces armées des États-Unis est une série commémorative émise par la Monnaie des États-Unis en 2011 et frappée aux Monnaies de Denver, San Francisco, Philadelphie et West Point.
Elle est autorisée par la loi publique 110-450 du 1er décembre 2008, qui demande au Secrétaire au Trésor de frapper des pièces en reconnaissance et en célébration de la création de l'armée des États-Unis en 1775 et pour honorer le soldat américain.
La série comprend un pièce d'un demi-dollar en alliage cuivre-nickel, une pièce de 1 dollar en argent et une pièce de 5 dollars en or. Les bénéfices tirés de la vente vont à la Army Historical Foundation pour soutenir la construction du musée national de l'armée des États-Unis (en).

## Contexte

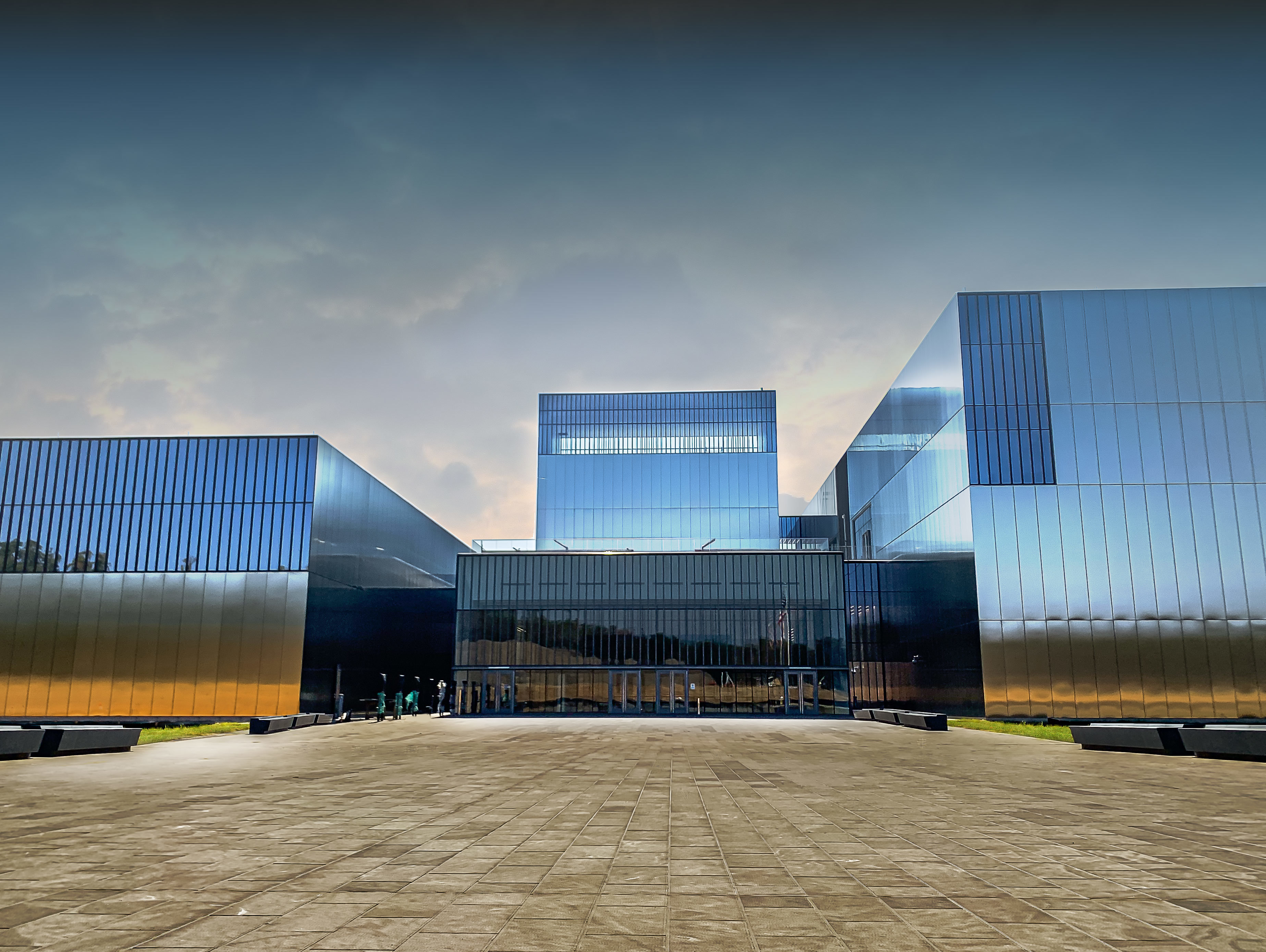
L'entrée du à Washington.

Le musée national de l'armée des États-Unis (en) est le musée officiel de l'histoire de l'armée américaine et se trouve juste à côté de Washington, D.C. Il ouvre ses portes le 11 novembre 2020. Les objectifs du musée sont d'honorer les soldats américains, de préserver l'histoire de l'armée et d'éduquer le public sur le rôle de l'armée dans l'histoire américaine.
Quelque 30 millions de personnes ont servi dans l’armée depuis sa création, et si l’on ajoute à ce nombre toute la famille et les descendants qui se sentent profondément liés à ce service, l’armée peut prétendre être l’une des institutions les plus vastes et les plus vastes d’Amérique. Dans toutes les galeries du musée et jusqu'aux portes d'entrée, des pylônes métalliques rendent le tout plus personnel, avec des images gravées de soldats de toutes les périodes de l'histoire de l'armée et des textes décrivant leur vie et leurs contributions.

## Législation
Le projet de loi H.R.5714 est introduit à la Chambre le 8 avril 2008 par le représentant démocrate du Missouri, Ike Skelton (en). Il demande la frappe de pièces de monnaie commémoratives afin de célébrer la création de l'armée des États-Unis en 1775 et d'honorer le soldat américain. La Chambre approuve le projet et l'envoie au Sénat le 17 novembre 2008. Celui-ci l'approuve également le lendemain et le présente au président George W. Bush deux jours plus tard. Ce dernier le signe le 1er décembre 2008 pour en faire la loi publique 110-450.

## Dessins

### Demi-dollar
L'avers du demi-dollar, créé par Donna Weaver, présente une scène divisée en trois parties : un soldat en train d'arpenter, deux militaires en train de construire un mur de protection contre les inondations et la fusée Redstone Army utilisée pour l'exploration de l'espace. Le storyboard de ce dessin n'est pas jugé favorablement par le comité consultatif des citoyens sur les pièces de monnaie et la commission des beaux-arts, mais il est tout de même sélectionné par le secrétaire au Trésor, Timothy Geithner. Les inscriptions comprennent US ARMY, SERVICE IN PEACE, IN GOD WE TRUST, LIBERTY et la date d'émission, 2011,,.
Le motif du revers, réalisé par Thomas Cleveland, représente un soldat continental armé d'un mousquet. Treize étoiles apparaissent au-dessus pour représenter les États d'origine. Les inscriptions sont le pays émetteur, UNITED STATES OF AMERICA, FIRST IN SERVICE TO THE NATION (premier au service de la nation), la devise latine E PLURIBUS UNUM, et la valeur faciale HALF DOLLAR,,.

### Dollar
L'avers de la pièce de 1 dollar, œuvre de Richard Masters, du programme Artistic Infusion (AIP) représente les bustes d'un soldat et d'une soldate placés dos à dos. Un globe terrestre apparaît à l'arrière-plan pour symboliser le déploiement mondial de l'armée américaine moderne. L'inscription LIBERTY apparaît au-dessus, et IN GOD WE TRUST et la date d'émission, 2001 en-dessous,,.
Le revers de la pièce, une réalistion de Susan Gamble, représente l'emblème de l'armée américaine, qui intègre la devise THIS WE'LL DEFEND (Nous défendrons ceci). Les sept valeurs fondamentales de l'armée entourent le sceau, séparées par des étoiles. Ces valeurs sont les suivantes :  LOYALTY (loyauté), DUTY (devoir), RESPECT (respect), SELFLESS SERVICE (service désintéressé), HONOR (honneur), INTEGRITY (intégrité) et PERSONAL COURAGE (courage personnel). Les inscriptions supplémentaires sont le pays émetteur UNITED STATES OF AMERICA, la valeur faciale ONE DOLLAR et U.S. ARMY (armée des États-Unis),,.

### Half eagle
L'avers de la pièce de 5 dollars créé par Joel Iskowitz,  représente cinq soldats de différentes époques, représentant la guerre d'Indépendance, la guerre de Sécession, la Première Guerre mondiale, la Seconde Guerre mondiale et l'ère moderne. Les inscriptions qui complètent la pièce sont LIBERTY, IN GOD WE TRUST et la date d'émission, 2011,,.
Le revers, réalisé par le graveur en chef de la Monnaie des États-Unis, Joseph Menna représente le Grand Sceau des États-Unis, qui figure sur les uniformes de l'armée. Les inscriptions supplémentaires entourant l'emblème sont DEPARTMENT OF THE ARMY (ministère de l'armée), E PLURIBUS UNUM, la date de création de l'armée, 1775, la valeur faciale, FIVE DOLLARS et le pays émetteur, UNITED STATES OF AMERICA,,.

## Production et vente
La loi qui autorise la frappe de la série commémorative permet une émission maximale de 100 000 pièces de dollar en or, 500 000 exemplaires du dollar en argent et 750 000 demi-dollars. La Monnaie de Philadelphie est chargée de l'émission des half eagles en version brillant universel tandis que celle de West Point s'occupe de la finition belle épreuve. Les dollars brillant universel sortent de la Monnaie de San Francisco et les belle épreuve de celle de Philadelphie. Quant aux demi-dollars, ils proviennent de la succursale de Denver en brillant universel et de celle de San Francisco en belle épreuve.  La série est disponible à la vente à partir du 31 janvier 2011. 
Un total de 25 200 pièces de 5 dollars est vendu — 17 148 belle épreuve à un prix initial de 449,95 dollars qui passe ensuite à 454,95 dollars après le 2 mai 2011 et 8 052 brillant universel à 439,95 puis 444.95 $. Les pièces de 1 dollar s'écoulent au nombre de 163 341 exemplaires dont 119 829 en finition belle épreuve au prix de départ de 54,95 dollars qui passe ensuite à 59,95 dollars et 43 512 en version brillant universel à 49,95 puis 54,95 $. La vente des demi-dollars atteint 107 774 unités dont 68 332 belle épreuve au prix d'introduction de 17,95 dollars qui augmente ensuite à 21,95 dollars et 39 442 brillant universel, 15,95 puis 19,95 $,.
Les bénéfices tirés de la vente vont à la Army Historical Foundation pour soutenir la construction du musée national de l'armée des États-Unis (en),.